# Hørdum (plaats)
Hørdum is een plaats in de Deense regio Noord-Jutland, gemeente Thisted. De plaats telt 274 inwoners (2008). Het dorp ligt aan de spoorlijn Struer - Thisted. Het station is nog steeds in gebruik.